# Mistrzostwa Świata w Biathlonie Sztafet Mieszanych 2006
2. Mistrzostwa Świata w Biathlonie Sztafet Mieszanych 2006 rozegrane zostały podczas zawodów Pucharu Świata w Pokljuce - 12 marca 2006 roku.
Sztafeta mieszana była jedyną konkurencją mistrzostw świata rozegraną w tym roku, ponieważ pozostałe konkurencje odbyły się w ramach igrzysk olimpijskich w Turynie. Do startu zgłoszono 26 reprezentacji, z których 25 ukończyło rywalizację. Każdy z uczestników biegu musiał przebiec 6 km. Każdy kraj mógł wystawić po dwie sztafety.

## Wyniki
- Data : 12 marca 2006

| Medal | Zawodnik                                                                            | Narodowość | Strzelanie                               | Wynik     | Strata  |
| ----- | ----------------------------------------------------------------------------------- | ---------- | ---------------------------------------- | --------- | ------- |
|       | Rosja II Anna Bogalij Siergiej Czepikow Irina Malgina Nikołaj Krugłow               | RUS I      | 0+4 1+6 0+0 0+2 0+2 1+3 0+1 0+1 0+1 0+0  | 1:16:24,8 | -       |
|       | Norwegia I Linda Tjørhom Halvard Hanevold Tora Berger Ole Einar Bjørndalen          | NOR I      | 0+6 3+10 0+1 0+1 0+2 1+3 0+2 2+3 0+1 0+3 | 1:17:18,5 | +53,7   |
|       | Francja I Florence Baverel-Robert Vincent Defrasne Sandrine Bailly Raphaël Poirée   | FRA I      | 0+2 5+8 0+1 0+2 0+0 2+3 0+0 3+2 0+1 0+1  | 1:18:23,0 | +1:58,2 |
| 4.    | Niemcy I Simone Denkinger Michael Rösch Kati Wilhelm Andreas Birnbacher             | GER I      | 0+4 6+10 0+1 4+3 0+0 2+3 0+3 0+1 0+0 0+2 | 1:19:01,2 | +2:36,4 |
| 5.    | Słowenia II Dijana Grudiček Klemen Bauer Lucija Larisi Gregor Brvar                 | SLO        | 0+5 0+4 0+0 0+3 0+2 0+2 0+1 2+3 0+2 1+3  | 1:19:43,3 | +3:18,5 |
| 6.    | Szwecja I Anna Carin Zidek Mattias Nilsson Helena Jonsson Carl Johan Bergman        | SWE        | 4+8 0+6 4+3 0+1 0+1 0+3 0+3 0+2 0+1 0+0  | 1:19:52,7 | +3:27,9 |
| 7.    | Słowenia I Teja Gregorin Janez Ožbolt Tadeja Brankovič Matjaž Poklukar              | SLO I      | 2+10 0+9 2+3 0+3 0+3 0+1 0+2 0+3 0+2 0+2 | 1:20:18,7 | +3:53,9 |
| 8.    | Polska I Krystyna Pałka Wiesław Ziemianin Magdalena Gwizdoń Tomasz Sikora           | POL I      | 2+7 1+11 0+1 1+3 1+3 0+3 1+3 0+2 0+0 0+3 | 1:21:20,1 | +4:55,3 |
| 9.    | Ukraina Lilija Jefremowa Andrij Deryzemla Ołena Petrowa Rusłan Łysenko              | UKR        | 0+6 8+9 0+2 4+3 0+0 0+1 0+3 0+2 0+1 4+3  | 1:21:31,9 | +5:07,1 |
| 10.   | Niemcy II Martina Glagow Ricco Groß Andrea Henkel Sven Fischer                      | GER II     | 2+6 4+8 0+1 1+3 0+1 0+0 2+3 3+2 0+1 0+3  | 1:21:43,9 | +5:19,1 |
| ...   | ...                                                                                 | ...        | ...                                      | ...       | ...     |
| 15.   | Polska II Magdalena Nykiel Grzegorz Bodziana Katarzyna Ponikwia Krzysztof Pływaczyk | POL II     | 1+7 1+7 1+3 0+1 0+0 0+2 0+3 1+3 0+1 0+1  | 1:23:13,3 | +6:48,5 |